# العلاقات الصومالية الجامايكية
العلاقات الصومالية الجامايكية هي العلاقات الثنائية التي تجمع بين الصومال وجامايكا.

## مقارنة بين البلدين
هذه مقارنة عامة ومرجعية للدولتين:
| وجه المقارنة                                              | الصومال                        | جامايكا       |
| --------------------------------------------------------- | ------------------------------ | ------------- |
| المساحة (كم2)                                             | 637.66 ألف                     | 10.99 ألف     |
| عدد السكان (نسمة)                                         | 14.74 مليون                    | 2.95 مليون    |
| الكثافة السكانية (ن./كم²)                                 | 23.12                          | 268.43        |
| العاصمة                                                   | مقديشو                         | كينغستون      |
| اللغة الرسمية                                             | اللغة الصومالية، اللغة العربية | لغة إنجليزية  |
| العملة                                                    | شلن صومالي                     | دولار جامايكي |
| الناتج المحلي الإجمالي (بليون دولار)                      | 7.37 مليار                     | 14.77 مليار   |
| الناتج المحلي الإجمالي (تعادل القوة الشرائية) بليون دولار |                                | 24.79 مليار   |
| الناتج المحلي الإجمالي الاسمي للفرد دولار أمريكي          | 549                            | 5.23 ألف      |
| الناتج المحلي الإجمالي للفرد دولار أمريكي                 |                                | 8.88 ألف      |
| مؤشر التنمية البشرية                                      |                                | 0.719         |
| رمز المكالمات الدولي                                      | +252                           | +1876         |
| رمز الإنترنت                                              | .so                            | .jm           |
| المنطقة الزمنية                                           | ت ع م+03:00                    | 00            |

## منظمات دولية مشتركة
يشترك البلدان في عضوية مجموعة من المنظمات الدولية، منها:
| علم المنظمة | اسم المنظمة                                 | تاريخ انضمام الصومال | تاريخ انضمام جامايكا |
| ----------- | ------------------------------------------- | -------------------- | -------------------- |
|             | يونسكو                                      | 15 نوفمبر 1960       | 7 نوفمبر 1962        |
|             | الأمم المتحدة                               | 20 سبتمبر 1960       | 18 سبتمبر 1962       |
|             | مجموعة دول أفريقيا والكاريبي والمحيط الهادئ | ?                    | ?                    |
|             | الاتحاد البريدي العالمي                     | ?                    | ?                    |
|             | البنك الدولي للإنشاء والتعمير               | 31 أغسطس 1962        | 21 فبراير 1963       |
|             | الاتحاد الدولي للاتصالات                    | 28 سبتمبر 1962       | 18 فبراير 1963       |
|             | منظمة حظر الأسلحة الكيميائية                | ?                    | ?                    |
|             | مؤسسة التمويل الدولية                       | 31 أغسطس 1962        | 31 مارس 1964         |
|             | المركز الدولي لتسوية المنازعات الاستشارية   | 30 مارس 1968         | 14 أكتوبر 1966       |
|             | منظمة الشرطة الجنائية الدولية               | ?                    | ?                    |

## وصلات خارجية
- موقع وزارة الخارجية الصومالية
- موقع وزارة الخارجية الجامايكية